# Bristol Sycamore

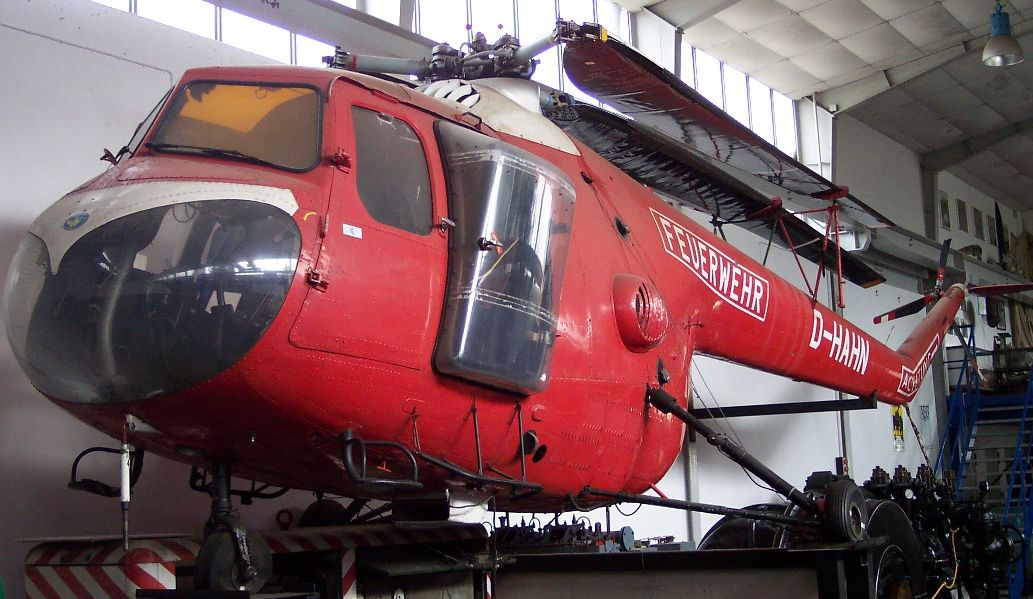
Bristol 171 der Feuerwehr mit beigeklapptem Hauptrotor

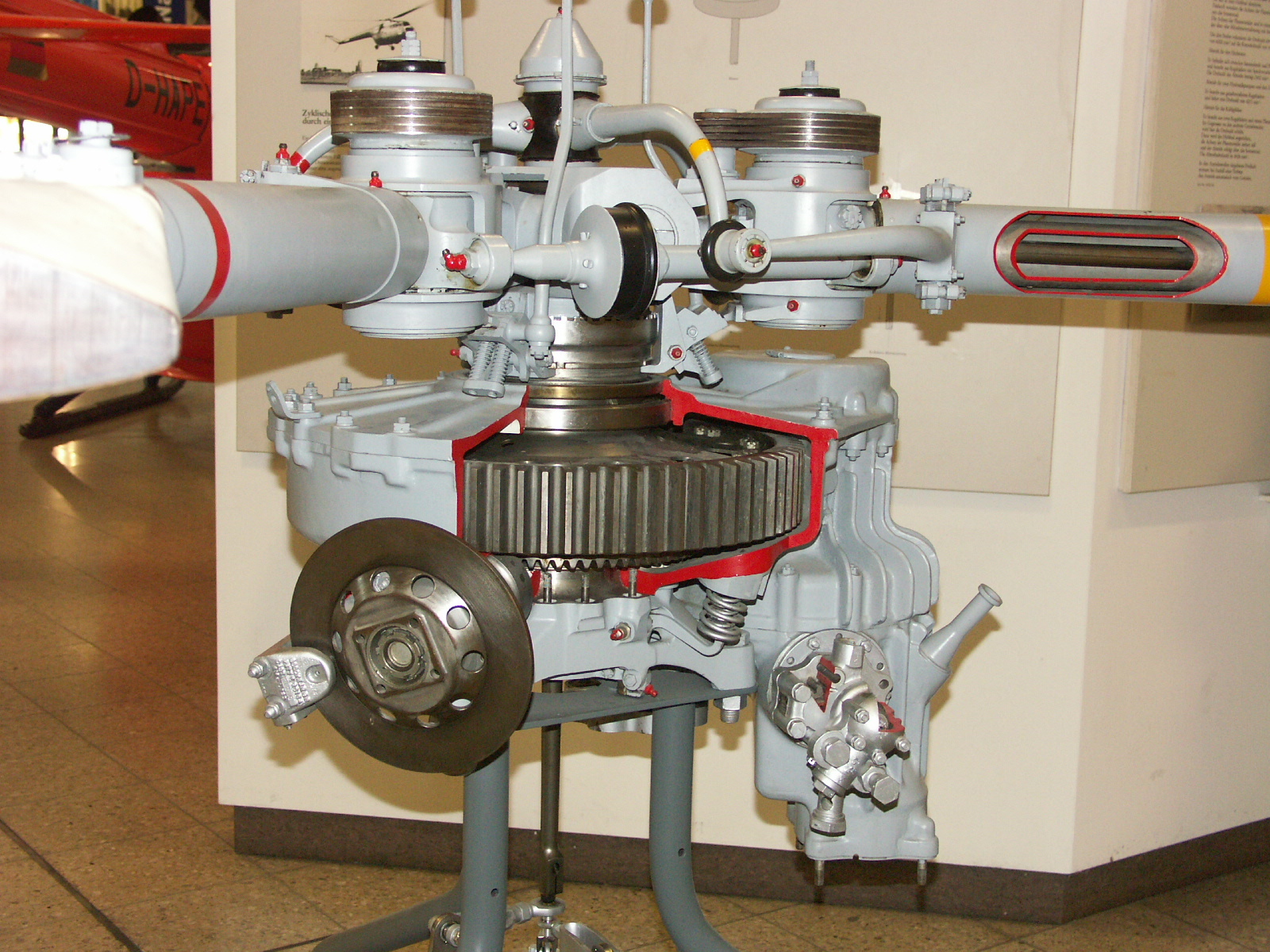
Hauptgetriebe der Sycamore (Exponat im Deutschen Museum in München)

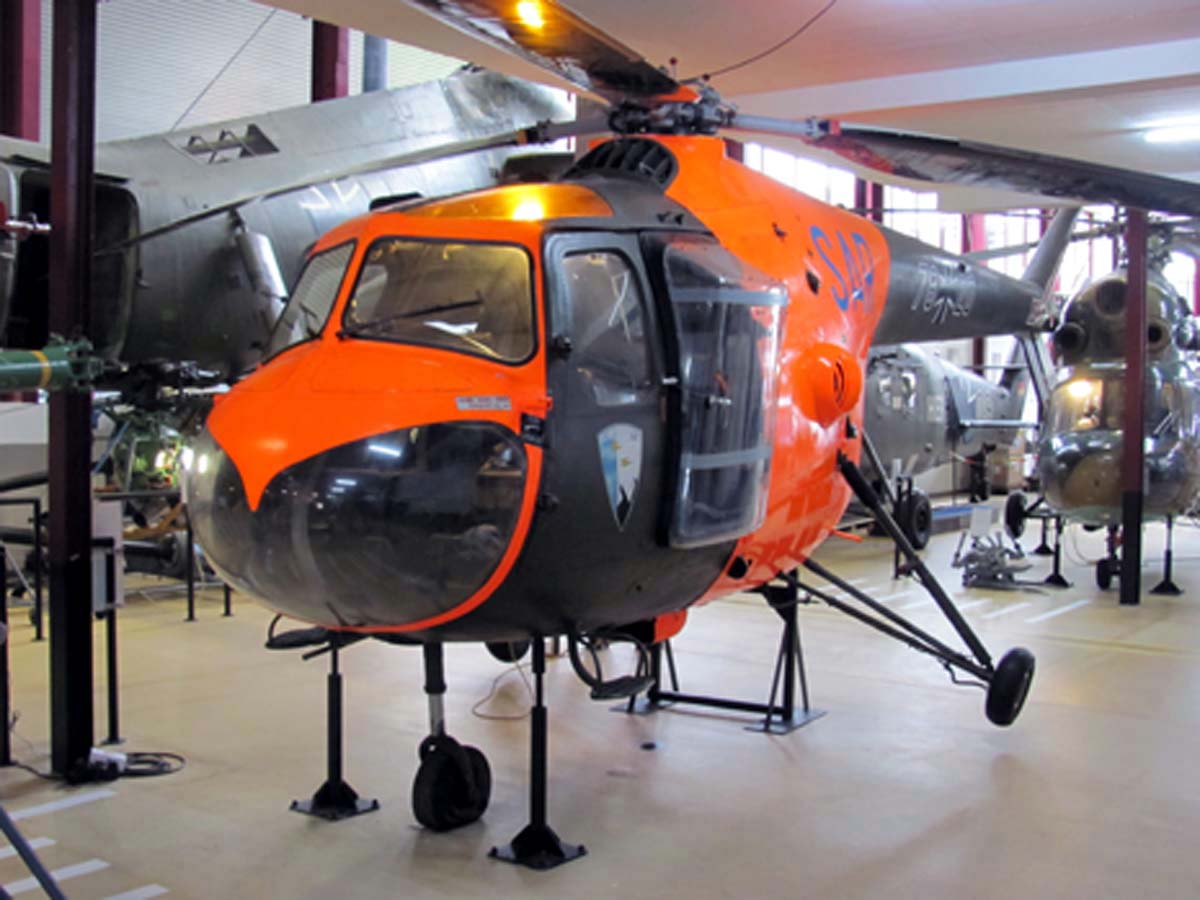
Bristol 171 Mk.52 Sycamore der Bundesluftwaffe im Hubschraubermuseum Bückeburg

Die Bristol 171 Sycamore ist ein britischer fünfsitziger Hubschrauber. Es ist der erste im Vereinigten Königreich gebaute Hubschrauber nach dem Zweiten Weltkrieg.

## Geschichte und Nutzung
Im Zweiten Weltkrieg wurden nach der Invasion Frankreichs durch die alliierten Streitkräfte im Sommer 1944 zahlreiche Ingenieure, die zuvor an Lastenseglerprojekten tätig gewesen waren, wieder verfügbar. Die Bristol Aeroplane Company konnte auf diese Ressourcen zurückgreifen und begann mit der Entwicklung eines neuartigen Hubschraubertyps. Nach über zwei Jahren der Entwicklungs- und Konstruktionsphase, in der besonderes Augenmerk auf die Haltbarkeit der technischen Komponenten gelegt wurde, war der Prototyp der Sycamore fertig und konnte am 27. Juli 1947 zum Erstflug abheben.
Im Zuge der Serienproduktion wurden jedoch noch einige Änderungen vorgenommen. Die Kabine wurde verbreitert, sodass hinter den Piloten drei Passagiere Platz fanden. Die Kabinenstruktur wurde versteift, um eine Seilwinde montieren zu können und der Hauptrotor wurde auf Wunsch so ausgeführt, dass er beigeklappt werden konnte (siehe Bild rechts).
Von Februar 1952 bis 1959 wurden für die Royal Air Force, die deutsche Bundeswehr, die belgischen Streitkräfte und die Royal Australian Air Force sowie für die zivilen Nutzer British European Airways und Ansett Australia insgesamt 178 Maschinen gefertigt.
Die Bundeswehr erhielt 50 Maschinen des Typs Sycamore MK 52 G, von denen ab Mai 1957 die ersten Hubschrauber an die Luftwaffe geliefert wurden. Ab Juni 1958 wurden insgesamt 10 Hubschrauber an die Marineflieger ausgeliefert. Ab Januar 1967 gab die Marine die Hubschrauber an die Luftwaffe ab. Zwei Jahre später endete die Dienstzeit der Sycamore bei der Bundeswehr.

## Konstruktion
Die Maschine ist komplett aus Metall gefertigt, besitzt ein nicht einziehbares Drei-Bein-Fahrwerk und verfügt über die konventionelle Hauptrotor-Heckrotor-Auslegung. Beide Rotoren besitzen je drei Blätter. Die Bristol 171 war der erste Hubschrauber, der komplett in Großbritannien entwickelt und gefertigt wurde.
Während die ersten beiden Prototypen noch mit einem Triebwerk des Typs Pratt & Whitney R-985 ausgerüstet war, kam ab der dritten gebauten Maschine der neue und stärkere Alvis-Leonides-Sternmotor zum Einsatz. Dieses Triebwerk fand standardmäßig in allen weiteren gebauten Sycamores Verwendung.

## Militärische Nutzung
Australien
- Royal Australian Air Force
- Royal Australian Navy

 Belgien
- Belgische Luftkomponente

 Deutschland
- Luftwaffe
- Marine

 Vereinigtes Königreich
- Royal Air Force
- Fleet Air Arm
- Army Air Corps

## Technische Daten
| Kenngröße             | Daten Sycamore 52                                                       |
| --------------------- | ----------------------------------------------------------------------- |
| Länge                 | 14,10 m                                                                 |
| Höhe                  | 4,49 m                                                                  |
| Breite                | 3,40 m                                                                  |
| Rotordurchmesser      | 14,80 m                                                                 |
| Leermasse             | 1850 kg                                                                 |
| Startmasse            | 2500 kg                                                                 |
| Triebwerk             | 1 × 9-Zylinder-Sternmotor Alvis Leonides MK 17 3102 mit 410 kW (557 PS) |
| Höchstgeschwindigkeit | 212 km/h                                                                |
| Reisegeschwindigkeit  | 160 km/h                                                                |
| Dienstgipfelhöhe      | 4800 m                                                                  |
| Reichweite            | 531 km                                                                  |

## Verbleib

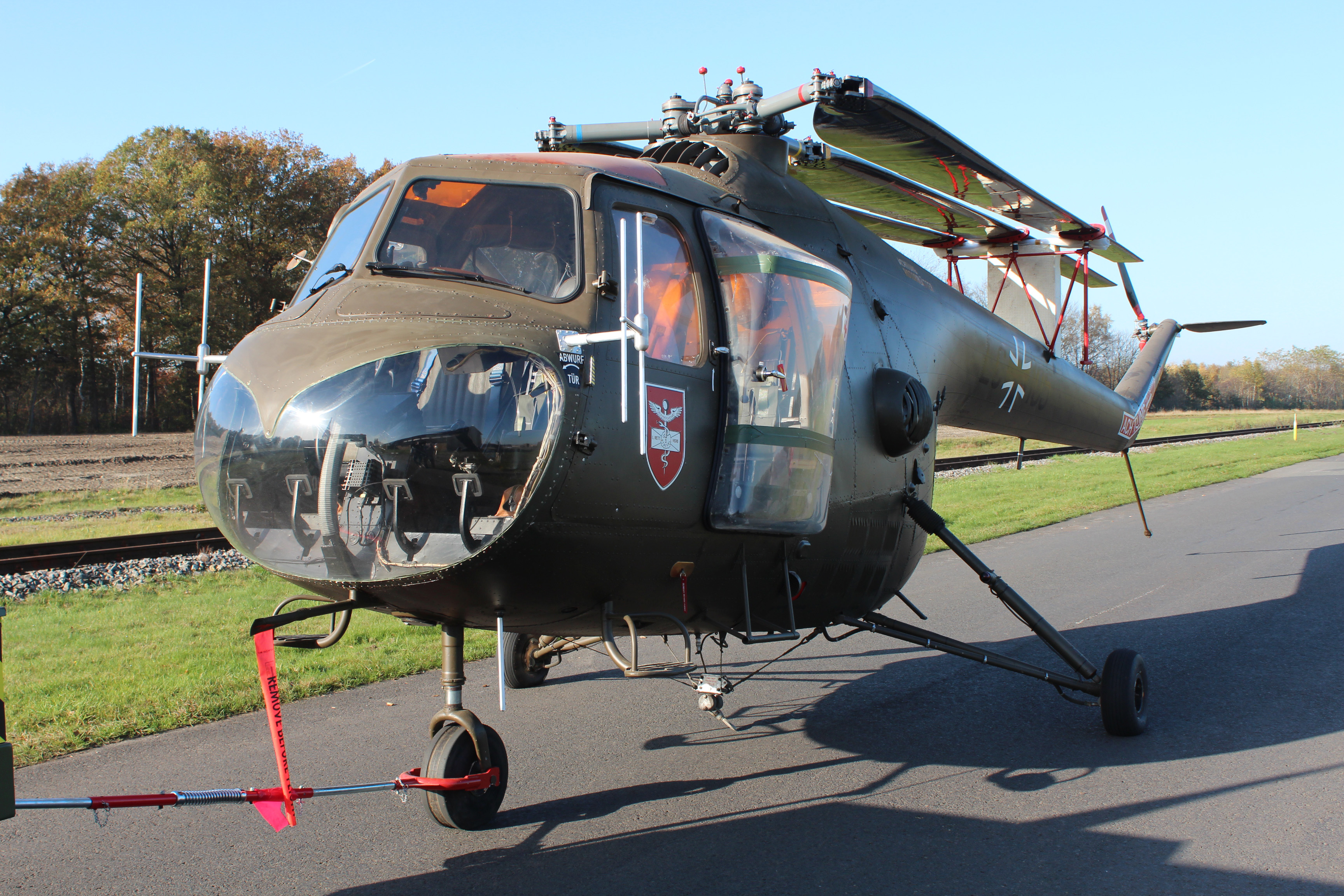
Über 60 Jahre alt und im Museum Fliegerhorst Ahlhorn

Bei den Flying Bulls von Red Bull wurde von 2010 bis 2013 ein Exemplar flugfähig restauriert. Es handelt sich um die ex. D-HALD. Sie ist in Österreich mit dem Kennzeichen OE-XSY zugelassen.
In der Lehrwerkstätte der Wiener Magistratsabteilung 48 wurde eine ehemals am Flugplatz Vöslau abgestellte Bristol 171 in nicht flugfähigem Zustand restauriert. Sie ist in der Hauptwerkstätte der MA48 in Wien-Hernals eingelagert und wird bei diversen Veranstaltungen ausgestellt.
Die Bundesfachschule für Flugtechnik in Langenlebarn, Niederösterreich ist seit 2014 im Besitz einer nicht flugtauglichen Bristol 171 (ex D-HFUM) zu Schulungszwecken.
Die Traditionsgemeinschaft Fliegerhorst Ahlhorn e. V. hat von 2018 bis 2019 die Bristol 171 mit dem Kennzeichen LC+105 (ex 78+28) in nicht flugfähigem Zustand restauriert. Diese ist im „Museum Fliegerhorst Ahlhorn“ zu besichtigen.

## Trivia
Eine Bristol 171 ist in dem amerikanischen Spielfilm Mit dem Wind nach Westen (1980) als Pseudo-Mi-1 zu sehen. In der Tatort-Folge Kielwasser mit Götz George als Kommissar Schimanski (1983) ist sie auch zu sehen. Es handelte sich dabei um die Maschine mit dem Luftfahrzeugkennzeichen D-HALC. Die D-HALC wurde 1986 bei einem Motorbrand vollständig zerstört. Aber bereits 1987 wurde eine weitere Bristol 171 zugelassen; die D-HALD. 1988 wurde die D-HALD und 1989 die ex. D-HELM, mit Schweizer Zulassung HB-RXA, auf dem Luftweg in die Ostschweiz überführt. Damit endet die kommerzielle Sycamore-Zeit in Deutschland.